# Інгинська вузькоколійна залізниця
І́нгинська ву́зькоколі́йна залізни́ця (рос. Ингинская узкоколейная железная дорога) — вузькоколійна залізниця, що функціонувала в другій половині XX століття на території Вавозького району Удмуртії, Росія.
Інгинське торфопідприємство було створене в 1960-их роках. У використанні підприємства була коротка вузькоколійна залізниця, яка з'єднувала селище Інгу з торфомасивами на північному лівобережжі річки Інга. В 1980 році була відкрита нова лінія сусідньої Какмозької вузькоколійки для перевезення торфу з Інгинського торфопідприємства. Обидві дороги були з'єднані, й інгинський торф почав перевантажуватись на станцію Кокмож. На початку 1990-их років його видобуток припинився, на 1993 рік вся дорога була розібрана.